# Парк культури (станція метро, Нижній Новгород)
56°14′30″ пн. ш. 43°51′32″ сх. д. / 56.24167° пн. ш. 43.85889° сх. д.
Парк культу́ри (рос. Парк культу́ры) — кінцева станція Автозаводської лінії Нижньогородского метро, їй передує станція «Кіровська». Відкрита 15 листопада 1989 року в складі третьої черги Автозаводської лінії.

## Назва
Проектна назва — «Ждановська». Сучасну назву станція отримала за розташуванням біля Автозаводського ПКіВ.

## Виходи
Виходи зі станції ведуть до площі Кісельова, проспектів Молодіжного, Леніна, Жовтня, Героя Смірнова, Автозаводського парку культури, кінотеатру «Мір», будинку культури «ГАЗ» та готелю «Волна».
Станція збирає пасажиропотік з районів Соцмісто, Мончегорський, Аеродромний, Південно-Західний, Стрігіно, Аеропорт.

## Технічна характеристика
Конструкція станції —  Односклепінна мілкого закладення

## Колійний розвиток
Станція з колійним розвитком — 6 стрілочних переводів, перехресний з'їзд, 2 станційні колії для обороту та відстою рухомого складу і 2 колії для відстою рухомого складу.
Перегін від станції «Кіровська» проходить у зоні карстових провалів, тому на ньому введено обмеження швидкості, а окремі ділянки тунелю пофарбовані в попереджувальний жовтий колір.

## Оздоблення
Побілене склепіння посередині прикрашають масивні світильники з натрієвими лампами, що випромінюють оранжеве світло. Тема відпочинку нижньогородців віддзеркалено в двох панно, виконаних у техніці флорентійської мозаїки, які розташовані над сходами, що ведуть на платформу.